# Jiří Parma
Jiří Parma (né le 9 janvier 1963 à Frenštát pod Radhoštěm) est un sauteur à ski tchèque.

## Biographie
Il est le porte-drapeau de la Tchécoslovaquie aux Jeux olympiques d'hiver de 1988.

## Palmarès

### Jeux olympiques
| Épreuve / Édition | Sarajevo 1984 | Calgary 1988 | Albertville 1992 | Lillehammer 1994 |
| Petit Tremplin    | 10e           | 5e           | 10e              | 19e              |
| Grand Tremplin    | 23e           | 29e          | 5e               | 39e              |
| Par Equipes       |               | 4e           | Bronze           |                  |

### Championnats du monde
| Épreuve / Édition | Engelberg 1984 | Seefeld 1985 | Oberstdorf 1987 | Lahti 1989 | Val di Fiemme 1991 | Falun 1993 | Thunder Bay 1995 |
| Petit Tremplin    |                | 9e           | Or              | 26e        | 24e                | 8e         | 27e              |
| Grand Tremplin    |                | 4e           | 9e              | 21e        | 37e                | 6e         | 34e              |
| Par Equipes       | Bronze         | 4e           | 4e              | Bronze     | 5e                 | Argent     |                  |

### Championnats du monde de vol à ski
| Épreuve / Édition | Oberstdorf 1981 | Harrachov 1983 | Planica 1985 | Oberstdorf 1988 | Harrachov 1992 |
| Individuel        | 26e             | 6e             | 18e          | 6e              | 14e            |

### Coupe du monde
- Meilleur classement final: 4e en 1988.
- 3 victoires.

### Saison par saison
| Année | Lieu                                       |
| 1984  | Harrachov (Tchécoslovaquie), Falun (Suède) |
| 1985  | Oernskoeldsvik (Suède)                     |